# 章安灌頂
章安灌頂（しょうあん かんじょう、天嘉2年（561年） - 貞観6年8月7日（632年8月27日））は、中国天台宗の僧侶。字は法雲。智顗の弟子。長年にわたり師である智顗の書記を務め、その著作のほとんどを筆記した。天台宗の第4祖。

## 事績
俗姓は呉氏で、義興郡陽羡県（江蘇省無錫市宜興市）を本貫とするが、臨海郡章安県（浙江省台州市椒江区）の生まれである。
父は早世し、母に育てられた。7歳で章安県の摂静寺の慧拯法師に預けられた。
陳の至徳元年（583年）、金陵光宅寺で智顗に入門した。その後、師に随従して、荊州当陽玉泉寺と移り住んだ。
隋の開皇11年（591年）、晋王楊広に従い、師と共に揚州禅衆寺に入る。
その後、師が天台山に入ったのに随従し、嘉祥大師吉蔵らと交遊を持った。
師の没後、天台山中に国清寺が創建されると、そこに住した。仁寿2年（602年）に請われて都の慧日道場に入ったが、大業7年（611年）、高句麗遠征を機に天台山に戻った。
貞観6年（632年）8月7日（旧暦）、国清寺で亡くなった。享年72。

## 著書
- 『涅槃玄義』
- 『涅槃経疏』
- 『観心論』
- 『国清百録』
- 『天台八教大意』

## 伝記資料
- 「唐天台山國清寺釋灌頂傳」（『続高僧伝』巻19「習禪篇」4）

| 師：天台智顗 | 天台宗（中国） | 弟子：智威 |